# Barbara Chwirot
Barbara Wiesława Chwirot (ur. 5 listopada 1950 w Bydgoszczy, zm. 17 czerwca 2023) – polska biolog, profesor nauk biologicznych.

## Życiorys
W 1975 r. ukończyła studia biologiczne na Uniwersytecie Mikołaja Kopernika w Toruniu, w 1981 obroniła pracę doktorską pt. Aktywność metaboliczna komórek podlegających mejozie u Larix europaea D.C., w 1992 otrzymała habilitację na podstawie rozprawy zatytułowanej Ultrasłaba luminescencja jako nowe źródło informacji o komórce w cyklu życiowym. W 2002 uzyskała tytuł profesora nauk biologicznych.
Pracowała na Uniwersytecie Mikołaja Kopernika w Toruniu.

## Odznaczenia
- Złoty Krzyż Zasługi (1999)[5]